# جک کیلبی
جک کیلبی (به انگلیسی: Jack St. Clair Kilby) (زادهٔ ۸ نوامبر ۱۹۲۳ – درگذشته ۲۰ ژوئن ۲۰۰۵) فیزیکدان آمریکایی و از برندگان جایزهٔ نوبل در فیزیک بود. او این جایزه را در سال ۲۰۰۰ برای نقشی که در ساخت مدارهای مجتمع در سال ۱۹۵۸ داشت، دریافت کرد. او هنگامی که در دانشگاه تگزاس اینسترومنتس کار می‌کرد به همراه رابرت نویس برای اولین دست به ساخت تراشه زد.
به دلیل نقش او در اختراع مدارهای مجتمع، نیمی از جایزهٔ نوبل سال ۲۰۰۰ در فیزیک به او داده شد (نیم دیگر را هربرت کرومر و ژورس آلفروف دریافت کردند.)
کیلبی برای ساخت مدارهای مجتمع یا ریزتراشه، ماشین حساب و چاپ حرارتی در یادها مانده‌است.

## زندگی
جک کیلبی در جفرسون‌سیتی، میسوری به دنیا آمد. او در کانزاس بزرگ شد و به مدرسه رفت و از دبیرستان گریت بند فارغ‌التحصیل شد. امروزه قسمت‌هایی از دبیرستان گریت بند به نام کیلبی نام نهاده شده‌است.
او در سال ۱۹۴۷ مدرک لیسانس خود را در مهندسی برق از دانشگاه ایلینوی در اوربانا شامپاین دریافت کرد جایی که او در آنجا به عنوان عضو افتخاری انجمن آکاکیا (Acacia Fraternity) پذیرفته شد. کیلبی مدرک کارشناسی ارشد خود در مهندسی برق را از دانشگاه ویسکانسین در میلواکی دریافت کرد. چندی بعد در سال ۱۹۵۰ زمانی که کیلبی در آزمایشگاه مرکزی میلواکی (Centralab) مشغول به کار بود نام این دانشگاه به دانشگاه ویسکانسین-میلواکی تغییر یافت.

## جایزه‌ها و افتخارات
مؤسسه مهندسان برق و الکترونیک (IEEE) فهرستی از دست‌آوردهای کیلبی ارائه کرده‌است که عبارتند از: برگزیده شدن به عنوان عضو پیوستهٔ آی‌تریپل‌ای در سال ۱۹۶۶، دریافت جایزهٔ IEEE دیوید سرنوف در سال ۱۹۶۶، دریافت کنندهٔ مشترک جایزهٔ IEEE کلدو برونتی در سال ۱۹۷۸، دریافت نشان سدهٔ IEEE در سال ۱۹۸۴ و مدال افتخار آی‌تریپل‌ئی در سال ۱۹۸۶. همچنین او دریافت کنندهٔ مشترک نشان استوارت بالانتین مؤسسهٔ فرانکلین در سال ۱۹۶۶ نیز است. در سال‌های ۱۹۸۲ و ۱۹۸۹ انجمن مهندسان مکانیک آمریکا (ASME) به او نشان هالی (Holley Medal) را داد. او یکی از اعضای آکادمی ملی مهندسی (NAE) بود که در سال ۱۹۷۵ جایزهٔ Vladimir K. Zworykin آکادمی را از آن خود کرد. در ۱۹۸۹ دریافت کنندهٔ مشترک نخستین جایزهٔ چارلز استارک دراپر آکادمی ملی مهندسی شد. در سال ۱۹۸۰ به افتخار او بنیان جایزهٔ کیلبی تأسیس شد.
همچنین او موفق به دریافت بالاترین نشان افتخار ملی در دانش و مهندسی: نشان ملی علوم در سال ۱۹۶۹ و مدال ملی فناوری و نوآوری در سال ۱۹۹۰ شد. در سال ۱۹۸۲ بود که کیلبی به تالار مشاهیر مخترعین ملی راه یافت.
در سال ۱۹۹۳ جایزهٔ معتبر کیوتو را از سوی بنگاه ایناموری دریافت کرد. در سال ۱۹۹۹ نیز توانست دو جایزهٔ واشینگتن از سوی جامعهٔ غربی مهندسین و اتا کاپا نو ولادیمیر کاراپتوف را به‌دست آورد. او جایزهٔ نوبل فیزیک را در سال ۲۰۰۰ به‌دست آورد.
کیلبی ۹ مدرک دکترای افتخاری از دانشگاه‌های دانشگاه متودیست جنوبی، دانشگاه میامی (فلوریدا)، دانشگاه ایلینوی در اوربانا شامپاین، دانشگاه ویسکانسین-مدیسن، دانشگاه ییل و مؤسسه فناوری روچستر دریافت کرد